# Єднак Остап Володимирович
Остап Володимирович Єднак (нар. 21 листопада 1980, Броди, Львівська область) — український громадський діяч, позафракційний народний депутат Верховної Ради України VIII скликання, секретар комітету Верховної Ради України з питань екологічної політики. Активіст Громадського сектору Євромайдану, співкоординатор Реанімаційного пакета реформ (РПР), менеджер групи «Публічні фінанси». Член правління ГО «Мережа захисту національних інтересів „АНТС“».
Учасник громадської ініціативи прямої дії #ВКЛЮЧАЙСЯ з 9 березня 2016 року.

## Освіта
Середня — Бродівська середня школа № 4, закінчив у 1997 році з відзнакою.
Вища — Львівський національний університет ім. І. Франка, факультет міжнародних відносин, спеціальність «Міжнародні економічні відносини, перекладач», спеціаліст, закінчив у 2002 р.
Друга вища — Steinbeis University Berlin, Institute for International Business Relations, Master of Business Administration, Global MBA, закінчив у 2010 р.
Лейтенант, військовий вишкіл при ВІНУ „Львівська політехніка“.
Володіє англійською та німецькою мовами.

## Кар'єра
- 2000—2001 — спеціаліст з фінансових питань БФ «Екоправо-Львів».
- 2002—2004 — директор ТОВ «Ін-маркет».
- 2005—2009 — директор ТОВ «ДЛХ Нордіск Дерево».
- 2008—2009 — директор Представництва «„Ді-Ел-Ейч Нордиск А/С“ в Україні».
- 2011 — квітень 2014 року — директор ТОВ «Інтервудкоммерц».

## Робота у Верховній Раді
На позачергових парламентських виборах був обраний народним депутатом від партії «Самопоміч», однак був виключений з фракції за підтримку проєкту щодо децентралізації 31 серпня 2015 року. Працюючи у Верховній Раді став співавтором євроінтеграційних законів «Про стратегічну екологічну оцінку», «Про оцінку впливу на довкілля» та Закону «Про особливості державного регулювання діяльності суб'єктів підприємницької діяльності, пов'язаної з реалізацією та експортом лісоматеріалів» (про мораторій на експорт лісо- та пиломатеріалів у необробленому вигляді).

## Особисте життя
Одружений, виховує сина та доньку.